# Собор Святой Марии (Килкенни)
Собор Святой Марии (англ. St Mary’s Cathedral) — католический собор епархии Оссори. Находится в городе Килкенни в графстве Килкенни, Ирландия.
В собре выставлена известная скульптура Мадонны авторства Джованни Марии Бенцони (1809—1873).

## История

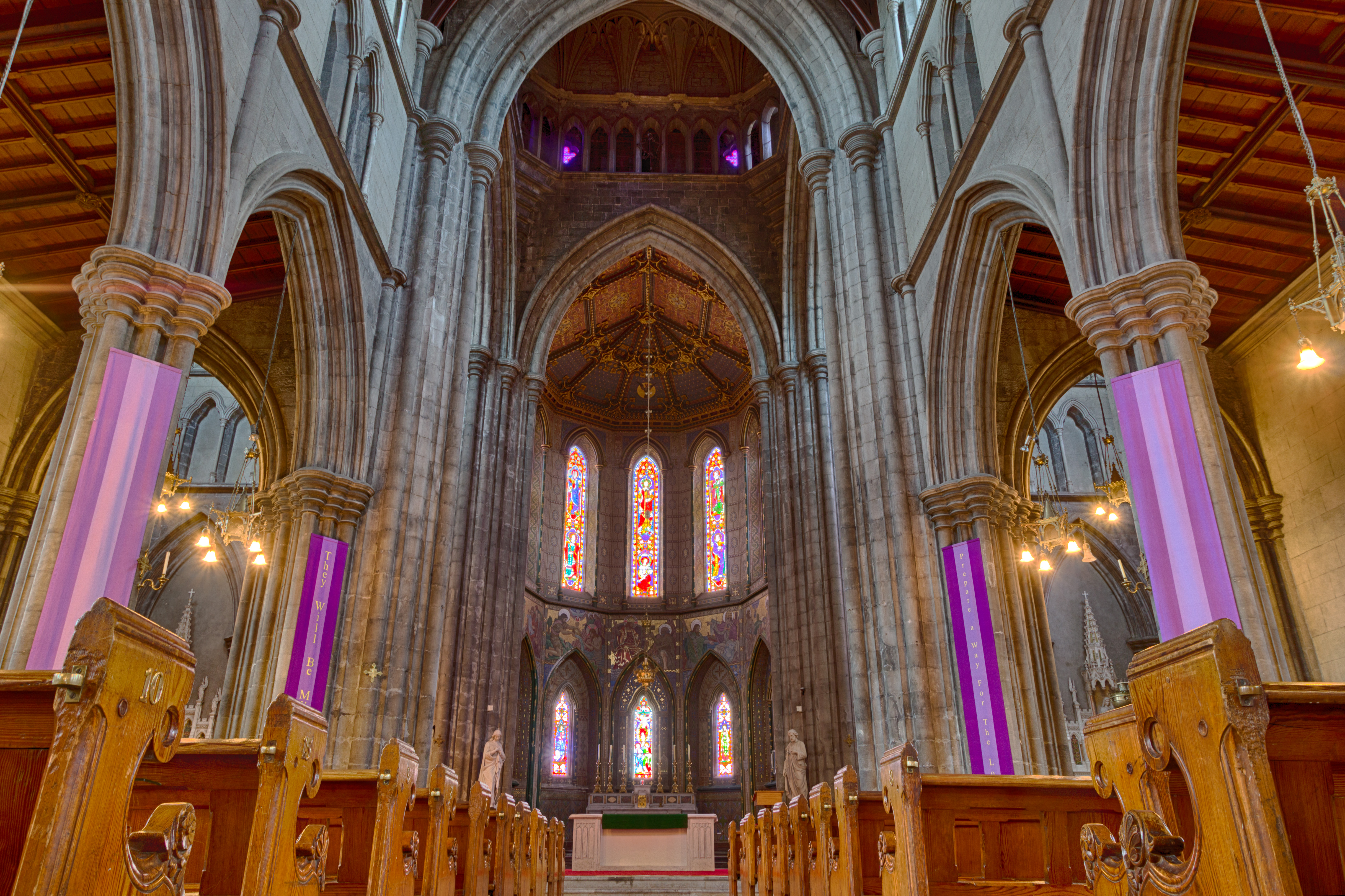
Неф

Церковь Святой Марии в стиле ранней английской готики была спроектирована Уильямом Дином Батлером (ок. 1794—1857). Архитектор был лично выбран епископом Уильямом Кинселлой (1793—1845), который заказал строительство новой церкви в феврале 1842 года. Считается, что архитектор вдохновлялся Глостерским собором в Англии.
Работы начались в апреле 1843 года и закончились в 1857 году. Здание возведено из известняка местного происхождения на самой высокой точке города Килкенни и является важной местной достопримечательностью. Стоимость постройки оценивалась в 25 000 фунтов стерлингов (2 848 250 фунтов стерлингов на 2019 год с учётом инфляции). В воскресенье, 4 октября 1857 года, состоялось торжественное открытие церкви Святой Марии.